# Schuß
Schuß je naselje v Občini Reichenau v Okraju Trg na Koroškem v Avstriji.